# Punta del Sales
La Punta del Sales és una muntanya de 1.046 metres que es troba entre els municipis de Prades al Baix Camp i Vallclara a la Conca de Barberà.
Al cim podem trobar-hi un vèrtex geodèsic (referència 261128001).